# Winthemia aurulenta
Winthemia aurulenta är en tvåvingeart som beskrevs av Robineau-desvoidy 1847. Winthemia aurulenta ingår i släktet Winthemia och familjen parasitflugor.
Artens utbredningsområde är Frankrike. Inga underarter finns listade i Catalogue of Life.